# 山東交通学院
山東交通学院（さんとうこうつうがくいん、英語: Shandoong Jiaotong University、公用語表記: 山东交通学院）は、山東省済南市交校路5号に本部を置く中国の国立大学。1956年創立、1956年大学設置。大学の略称はSDJTU。

## 姉妹校
- 日本:中日本自動車短期大学